# Янковик, Фрэнки
Фрэ́нки Я́нковик (англ. Frank John "Frankie" Yankovic; 28 июля 1915 — 14 октября 1998) — американский музыкант-аккордеонист и бэнд-лидер. Работал в жанре словенской польки. Лауреат премии «Грэмми» за лучший альбом в жанре польки.
Американский музыкальный сайт AllMusic называет его «королём польки всех времён, который был улыбающимся лицом популярной танцевальной музыки Среднего Запада с 1940-х годов и далее«.
Научился играть на аккордеоне он сам в детстве. В 15 лет он уже начал выступать с аккордеоном профессионально и вскоре стал руководителем одной из самых популярных групп жанра польки в США. В 1940-х и 1950-х годах он был одним из наиболее популярных бэнд-лидеров этого жанра в стране.
Как пишет AllMusic, его пластинки никогда особо большими тиражами не продавались, но его концерты были популярны, билеты на них были распроданы, и он со своей группой ещё и в 1970-е годы продолжал гастролировать по Соединённым Штатам с концертами. (А выступал на сцене Янковик и в 90-е годы ещё.)
AllMusic приводит в качестве примера популярной песни в его исполнении его версию чехословацкой песни «Blue Skirt Waltz». В конце 1940-х годов, когда Янковик был на пике популярности, сингл с ней стал в США хитом.
Умер Фрэнки Янковик 14 октября 1998 года в возрасте 83 лет.

## Награды и признание
В 1999 году сингл группы Frankie Yankovic and His Yanks с песней «Just Because» (1948 год, Columbia Records) был принят в Зал славы премии «Грэмми».

## Интересные факты
Полька Фрэнки Янковика звучит на празднике в фильме «День сурка»